# 长盖铁线蕨
长盖铁线蕨（学名：Adiantum fimbriatum）为铁线蕨科铁线蕨属下的一个种。